# مجلة كاظمة

شعار المجلة

مجلة كاظمة وهي مجلة شهرية تبحث في الآداب والعلوم والفنون والاجتماع، أول مجلة تطبع في الكويت، فهي تسبق مجلة الكويت المستجده في الترتيب، إذ ظهر العدد الأول منها في يوليو 1948 واستمرت تسعة أشهر متصلة، فأحتجبت بعد عدد مارس 1949، وقد اغرى بظهروها وصول مطبعة المعارف قبيل ميلادها، فهي أول مجلة طبعت بالكويت.
وقد تغيرت مفردات العنوان في العدد الأخير بما يشعر باضطراب مستوى المجلة، فصار تحت كلمة كاظمة (علوم وفنون. اجتماعيات، قصص، شعر، كتب).

## كلمة أحمد السقاف
كلمة أحمد السقاف في تصدير العدد الأول: 

## أبرز كتاب المجلة
- عبد الله العلي الصانيع.
- عبد اللطيف النصف.
- عقاب الخطيب.
- عبد المحسن الزبن.
- عبدالله زكريا الانصاري.
- فاضل خلف.